# Lithocarpus talangensis
Lithocarpus talangensis C.C.Huang & Y.T.Chang – gatunek roślin z rodziny bukowatych (Fagaceae Dumort.). Występuje naturalnie w Chinach – w południowej części Junnanu. 

## Morfologia
PokrójZimozielone drzewo dorastające do 15–25 m wysokości.
LiścieBlaszka liściowa jest nieco skórzasta i ma podługowaty kształt. Mierzy 12–20 cm długości oraz 4–7 cm szerokości, jest całobrzega, ma klinową nasadę i spiczasty wierzchołek. Ogonek liściowy jest nagi i ma 10–15 mm długości.
OwoceOrzechy o niemal kulistym kształcie, dorastają do 15–18 mm długości i 16–26 mm średnicy. Osadzone są pojedynczo w miseczkach mierzących 20–24 mm długości i 18–26 mm średnicy. Orzechy otulone są w miseczkach do 50–75% ich długości.

## Biologia i ekologia
Rośnie w wiecznie zielonych lasach. Występuje na wysokości od 2000 do 2400 m n.p.m. Kwitnie od maja do czerwca, natomiast owoce dojrzewają od października do listopada.